# 올리베토치트라
올리베토치트라(이탈리아어: Oliveto Citra)는 이탈리아 캄파니아주 살레르노도에 있는 코무네이다.